# 安妮·马丁
安妮·马丁（英語：Anne Martin，1961年9月24日—），美国女子赛艇运动员。她曾代表美国参加世界赛艇锦标赛，获得一枚金牌和二枚铜牌。她也曾参加1988年夏季奥林匹克运动会。